# Салары

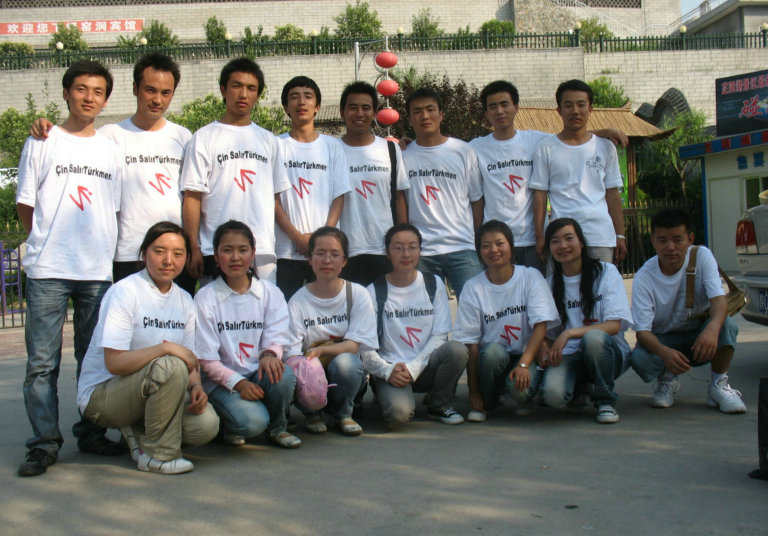
Салары города Сиань

Салары (кит. упр. 撒拉族, пиньинь Sǎlá Zú; самоназвание — саларлар салирлар, салыр) — тюркский народ в Китае, России, Казахстане и Кыргызстане, потомки туркменского племени салыр; живут в Синьхуа-Саларском автономном уезде провинции Цинхай и Цзишишань-Баоань-Дунсян-Саларском автономном уезде провинции Ганьсу, а также в других районах провинций Цинхай, Ганьсу и Синьцзяна. Общая численность в Китае — 165159 человек (перепись, 2021 г). Саларский язык испытал значительное влияние китайского и тибетского языков; используемая в настоящее время письменность — на латинской основе. По религии — мусульмане-сунниты. Основные традиционные занятия — пашенное земледелие, животноводство, скотоводство, приусадебное садоводство и огородничество, кузнечное и гончарное ремёсла. Преобладают малые и средние семьи. Принадлежат к монголоидной расе.

## История
Салары являются частью крупного древнего и средневекового туркменского племени салир, которая отделилась от сельджуков и мигрировала на восток в XIV веке (ранее, согласно преданиям, салары (салыр, салор, салир) жили около Самарканда, сейчас большинство салиров живёт в Туркменистане, Ахалском велаяте, Серахском этрапе).
Салары неоднократно участвовали в народных восстаниях. Особенно известно восстание 1781 г., когда саларские мюриды основателя секты «джахрия» Ма Минсина, под руководством своего ахуна Су Сышисаня (苏四十三, «Су Сорок три») дошли до Ланьчжоу, пытаясь освободить арестованного Ма. После казни Ма Минсина цинскими властями, саларские повстанцы осадили Ланьчжоу, но после прибытия цинского подкрепления были все перебиты.
Во время гражданской войны в Китае саларский край был под властью Ма Буфана. После разгрома Ма Буфана коммунистами в 1949 г. и его бегства из Китая, некоторые из его бывших солдат-саларов, отпущенных по домам победившей Красной Армией, ещё несколько лет продолжали вести партизанскую войну против коммунистов в цинхайско-ганьсуйском пограничье. Рассказывают, что когда один из его стойких приверженцев, Хань Иму (Han Yimu), поднял восстание в цинхайском уезде Сюньхуа в 1958 г. (одновременно с восстанием в Тибете против китайцев), он говорил своим бойцам (возможно, подражая Су Сорок три?): «Сегодня Сюньхуа, завтра Ланьчжоу, послезавтра Пекин!» Говорят, что когда восстание было подавлено, и Хань Иму свезли в Пекин на суд и казнь, он понял, что недооценил силы противостоящей стороны, и заметил: «у них в Китае больше народу, чем в Цинхае яков!».

## Язык
Саларский язык относится к огузской группе тюркских языков. Ближайшие родственники — уйгурский и узбекский языки. Письменность — в основном салары используют китайское письмо. Также существуют саларская латиница, кириллица и арабское письмо.

## Религия
Салары исповедуют ислам суннитского толка (ханафиты-матуридиты). Помимо своих традиционных мест проживания, они живут в городах, преимущественно населённых другими мусульманами — дунганами. Исламское образование получают в медресе Gaizi Mişit в селе Jiezi.

## Известные салары
Сюй Син — салирский китайский динолог, ортинолог, палеонтолог.